# Warro-Nationalpark
Der Warro-Nationalpark (englisch Warro National Park) ist ein 60 Quadratkilometer großer Nationalpark in Queensland, Australien.

## Lage
Der Warro-Nationalpark liegt in der Region Wide Bay-Burnett im Hinterland der Sunshine Coast etwa 340 Kilometer nördlich von Brisbane und 185 Kilometer südöstlich von Rockhampton. Die nächstgelegene Stadt ist Gin Gin. Von hier erreicht man den Park über den Bruce Highway in nördliche Richtung. Nach etwa 40 Kilometern verläuft der Highway auf 6 Kilometern Länge parallel zur westlichen Nationalparkgrenze. Im Süden grenzt der Nationalpark an den Stausee Lake Monduran. Es gibt allerdings keine Besuchereinrichtungen.
In der Nachbarschaft liegen die Nationalparks Bania, Bulburin, Littabella und Mount-Colosseum.

## Flora und Fauna
Der Nationalpark schützt bis zu 410 Meter hoch gelegenen, trockenen Regenwald und offenen Eukalyptuswald.
Hier sind zahlreiche Vögel beheimatet, besonders häufig sind der Gebirgs-Allfarblori (Trichoglossus haematodus moluccanus), der Schlichtmantel-Dickkopf (Pachycephala rufiventris), der Graubrust-Dickkopf (Colluricincla harmonica) und der Lärmlederkopf (Philemon corniculatus) anzutreffen. Bei den Fröschen sind häufig Arten aus den Familien der Laubfrösche und Australische Südfrösche, wie zum Beispiel der Ornate Burrowing Frog (Platyplectrum ornatum). Daneben sind einige gefährdete Pflanzenarten im Park heimisch, wie etwa das Silver Leaf (Argophyllum nullumense), Wild May (Kunzea flavescens) und Eucalyptus decolor.